# Jordbävningarna i Kumamoto 2016
Jordbävningarna i Kumamoto 2016 (japanska: 平成28年熊本地震?, Heisei 28-nen Kumamoto jishin) var en serie jordbävningar som drabbade prefekturerna Kumamoto och Ōita i Japan i april 2016. Ett förskalv inträffade med magnitud 6,2 inträffade 21:25 lokal tid (12:25 UTC) den 14 april 2016. Skalvets epicenter var 12 km nordväst om Kumamotos centrum, men de värst drabbade områdena var i den östra delen av staden. Nio personer omkom på grund av förskalvet. Skalvet följdes av mer än 140 efterskalv inom två dagar. Den 16 april klockan 1:25 lokal tid, (16:25 UTC, 15 april), inträffade huvudskalvet med magnitud 7,0 under stadsdelen Higashi i Kumamoto. 